# Eintracht Trier
Der SV Eintracht-Trier 05 e. V., kurz Eintracht Trier, ist ein Fußballverein aus Trier. In der Saison 2025/26 tritt die erste Herrenmannschaft in der viertklassigen Regionalliga Südwest an.

## Geschichte

### Stammbaum
Der SV Eintracht Trier 05 entstand am 11. März 1948 durch Fusion der Trierer Vereine SV Westmark Trier 05 und SV Eintracht Trier 06.
Die 05er wurden auf den Tag genau 43 Jahre vor der Fusion von Ernst Vent, der als „Vater des Trierer Fußballs“ gilt, als Trierer Fußball-Club 1905 gegründet. Die Gründungsurkunde des TFC wurde in der Trierer Gaststätte „Zum Kurfürsten“ ausgefertigt und von 13 Gründern unterschrieben. Als Trainingsstätte diente den 05ern ein holpriges Wiesengelände im Trierer Stadtteil Olewig, das dem Besitzer der heute noch existenten Gaststätte „Zum Blesius Garten“ gehörte. Die weiteren Stationen waren der Eurener Exerzierplatz und der Palastplatz (Nähe Kurfürstliches Palais), bevor schließlich auf dem Exerzierplatz der Hornkaserne trainiert wurde. Hier wurde im ersten Heimspiel am 10. September 1905 der 1. FC Germania 1905 aus Saarbrücken mit 12:0 geschlagen.
Schon 1906 wurden in Trier zahlreiche weitere Fußballvereine gegründet. Zu den bekanntesten Neugründungen dieses Jahres gehörten der FC Moselland 06, FC Borussia Trier, Sportclub Trier, Concordia Trier, FC Viktoria Trier, Trierer Fußballclub 06, Maximiner Fußballclub sowie die Trierer Fußballclub Union. Die bedeutendste Rolle spielte der FC Moselland 06, der aufgrund personeller Probleme im Jahr 1920 mit der später gegründeten FV Fortuna Trier 1910 zum Verein Vereinigte Rasenspieler 06 Trier fusionierte. Doch bereits im Jahr darauf stand die nächste Fusion mit dem SV Alemannia Trier 1909 zum SV Eintracht Trier 06 an. Dieser Verein spielte von 1933 bis 1936 in der Gauliga Mittelrhein, stieg dann ab und blieb nach dem Wiederaufstieg bis 1944 erstklassig.
Der immer wieder mit Anfeindungen konfrontierte Trierer Fußball-Klub 1905 öffnete sich für andere Sportarten, um so für eine breitere Akzeptanz in der Bevölkerung zu werben. Im Zuge dessen erfolgte 1911 die Umbenennung in Sportverein Trier 05. Dieser fusionierte wiederum im Jahr 1930 mit dem FV Kürenz und dem Polizei SV Trier zum SV Westmark Trier 05. Ab 1933 spielte der SV Westmark Trier 05 ebenfalls für drei Jahre in der Gauliga. Zwar wurde er nach dem Abstieg dreimal in Folge Meister der Bezirksklasse Mittelrhein, scheiterte aber im Anschluss – anders als die 06er – jedes Mal in der Aufstiegsrunde. Nach 1939 spielte der SV Westmark Trier 05, der später wieder den Zusatz „Westmark“ aus seinem Titel gestrichen hat, keine Rolle mehr.
Erste Fusionsgedanken zwischen 05ern und 06ern kamen bereits in den späten 1920er Jahren auf. Grund hierfür waren unter anderem die Erfolge der Trierer Stadtauswahl, in der die besten Spieler beider Mannschaften zusammengeführt wurden. Die diesbezüglichen Fusionsgespräche mussten jedoch stets wegen hochschlagender Emotionen hinter hervorgehaltener Hand geführt werden. Während dabei keine Einigung gefunden wurde, siegte die Trierer Stadtauswahl weiter. So wurde am 3. Mai 1931 ein 8:0-Kantersieg gegen die luxemburgische Fußballnationalmannschaft erzielt. Von 1943 bis Kriegsende bildeten beide Vereine eine Kriegsspielgemeinschaft. Offiziell vollzogen wurde die Fusion aber erst am 11. März 1948. Bei einer Generalversammlung, die im Trierer „Schiefferkeller“ stattfand, wurde der Fusionsvertrag schließlich unterzeichnet.

### Sportliche Weiterentwicklung bis Ende der 1990er Jahre
Der neue Verein SV Eintracht Trier 05 war von Beginn an fester Bestandteil des hochklassigen südwestdeutschen Fußballs. Bis 1962 spielten die Trierer in der Oberliga Südwest, in der sie allerdings nie zur Spitzengruppe gehörten. Durch ihren Abstieg verpassten sie die letzte Saison dieser Liga; dennoch wurden sie 1963 in die neue Regionalliga Südwest aufgenommen. Dort begannen sie mit einem fünften und einem dritten Platz, fielen dann aber ins Tabellenmittelfeld zurück und 1973, erneut ein Jahr vor der Auflösung der Liga, stiegen sie in die drittklassige Amateurliga Rheinland ab.
Nach der Vizemeisterschaft 1974 und zwei Meisterschaften in den unmittelbar folgenden Jahren stiegen die Trierer 1976 in die zwei Jahre zuvor gegründete 2. Bundesliga auf. Im ersten Jahr wären sie sportlich abgestiegen, durften aber aufgrund des Rückzugs des SV Röchling Völklingen in der Liga bleiben. 1981 erreichten sie ihre beste Platzierung in der Zweiten Liga, mussten aber aufgrund deren Reduzierung auf eine Staffel dennoch in die Oberliga absteigen. In der folgenden Saison war man erstmals in der Nachkriegszeit nur die Nummer zwei der Region hinter dem FSV Salmrohr.
In der Saison 1982/83 versuchte die Eintracht unter dem Trainer Horst Brand mit der zu dieser Zeit jüngsten Oberligamannschaft einen sportlichen Neuanfang. In den folgenden Jahren entwickelte sich die Trierer Mannschaft wieder zu einem der Top-Teams der Oberliga Südwest. 1984 erreichte man nach einer sehr guten Rückrunde den zweiten Platz und qualifizierte sich für die deutsche Amateurmeisterschaft. Die folgenden beiden Spielzeiten schloss die Mannschaft jeweils als Dritter ab. Im Herbst 1985 schaffte Eintracht Trier mit einem 3:0-Erfolg beim amtierenden Cup-Verteidiger Bayer 05 Uerdingen überraschend den Einzug ins Achtelfinale des DFB-Pokals, wo man gegen Bayer 04 Leverkusen scheiterte.
1987 und 1993 hatten die Trierer als Südwestmeister die Chance, wieder in die Zweite Liga aufzusteigen, setzten sich aber in der Aufstiegsrunde nicht durch. 1988 und 1989 wurden sie jeweils durch ein 5:4 im Elfmeterschießen gegen den VfB Oldenburg sowie die SpVgg Bad Homburg Deutscher Amateurmeister.
Nach der dritten Südwestmeisterschaft 1994 hatte die Eintracht erneut die Chance zum Aufstieg in die Zweite Bundesliga. In der Aufstiegsrunde scheiterte Trier mehr oder weniger am Grünen Tisch, als der DFB einen 2:1-Sieg gegen den SSV Ulm 1846 annullierte, da ein Trierer Betreuer einem Ulmer Spieler den Ball in den Unterleib geschossen haben soll. Als Meister war man für die neu vom DFB eingeführte Regionalliga West/Südwest qualifiziert. Nachdem man dort 1995/96 knapp dem Abstieg entronnen war, gehörte Eintracht Trier in den folgenden Spielzeiten zu den Spitzenvereinen der Regionalliga.

### Die legendäre DFB-Pokal-Saison 1997/1998
Den bis dato größten Erfolg der Vereinsgeschichte feierten die Moselaner in der Saison 1997/1998, als sie sich deutschlandweit den bis zum heutigen Tage gültigen Ruf als „Pokalschreck“ erarbeiteten. Die Mannschaft von Karl-Heinz Emig besiegte in der ersten Runde am 16. August 1997 den damaligen Zweitligisten SpVgg Unterhaching durch Treffer von Werner Heinzen und Abdelaziz Bennij mit 2:1 (1:0), ehe in der zweiten Runde der amtierende UEFA-Pokalsieger FC Schalke 04 durch einen Treffer von Rudi Thömmes mit 1:0 nach Hause geschickt wurde. Im Achtelfinale nur einen Monat später kam Champions-Leauge-Sieger Borussia Dortmund ins Moselstadion. Gespickt mit internationalen Stars wie Jürgen Kohler, Andreas Möller oder Paul Lambert gelang im durch Zusatztribünen auf 17.900 Zuschauern erweiterten Moselstadion ein sensationeller 2:1-Erfolg (Treffer durch Rudi Thömmes, Mark Czakon bei einem Gegentreffer von Jürgen Kohler), in dem nach dem 1:0-Führungstreffer durch Rudi Thömmes einer der ikonischsten Torjubel in der Trierer Fußballgeschichte zelebriert wurde - sein in den Himmel gehobener Zeigefinger bei aufrechtem Stand ist bis heute in Trier legendär.
Auch das Viertelfinale gegen den SV Waldhof Mannheim konnten die Moselaner mit 1:0 für sich entscheiden, sodass es am 18. Februar 1998 zum Halbfinale gegen den Erstligisten MSV Duisburg kam. Die Partie wurde live im ZDF übertragen,  wofür eigens die Installation der noch heute im Betrieb befindlichen Flutlichmasten vonnöten war, um nicht an einen anderen Standort auszuweichen. Den Führungstreffer der Gäste durch Michael Zeyer in der 51. Spielminute konnte Dirk Fengler in der 89. Spielminute ausgleichen. Die Verlängerung brachte keinen Sieger hervor, sodass die Entscheidung im Elfmeterschießen herbeigeführt werden musste, welches epische Ausmaße annahm. Selbst beide Torhüter mussten antreten - Thomas Gill traf als vorletzter Schütze für die Gäste zum 9:10, ehe Triers Keeper Daniel Ischdonat seinen Elfmeter links am Tor vorbeischoss. Die Moselaner verpassten damit hauchdünn das DFB-Pokal-Finale in Berlin gegen Bayern München sowie die damit sichere Europapokal-Teilnahme.

### Insolvenz und Aufstieg in die zweite Bundesliga
In der Saison 1998/99 qualifizierte sich Trier als Zweiter wieder für die Aufstiegsrunde zur Zweiten Liga; die Eintracht zog aber gegen die Offenbacher Kickers den Kürzeren. Aufgrund finanzieller Schwierigkeiten unter dem damaligen Präsidenten Hans-Joachim Doerfert musste die Eintracht 1999 Insolvenz beantragen. Das Verfahren wurde erst im folgenden Jahr erfolgreich abgeschlossen. Ebenfalls 1999 wurde der Trierer Jung Paul Linz als Trainer gewonnen, was sich für den Verein als Glücksfall herausstellen sollte: Nachdem 2001 in der Regionalliga Süd, in der Trier nach Auflösung der Staffel West/Südwest antrat, der Wiederaufstieg am letzten Spieltag wieder knapp verpasst worden war, gelang am 11. Mai 2002 endlich die ersehnte Rückkehr in den Profifußball. Entscheidend war dabei ein 1:2-Auswärtserfolg bei der TSG Hoffenheim am vorletzten Spieltag.
Die 2. Bundesliga begann in der Saison 2002/2003 für die Trierer furios. Nach dem ersten Spieltag, einem 2:1-Heimerfolg gegen Mitaufsteiger Wacker Burghausen, folgten drei weitere Siege gegen den Karlsruher SC (3:0), den MSV Duisburg (3:0) sowie gegen Waldhof Mannheim (2:0). Die erste Niederlage mussten die Moselaner erst im Rheinland-Pfalz-Duell am Mainzer Bruchweg gegen den FSV Mainz 05 einstecken (0:2). Die Mannschaft von Paul Linz, die weitestgehend aus für die 2. Bundesliga unbekannten Spielern bestand, begeisterte mit einem erfrischenden Offensiv-Fußball und nutzte die Einschätzung vieler Gegner als „Abstiegskandidat Nummer Eins“ eiskalt aus. Bis tief in die Rückrunde herein hielten die Blau-Schwarz-Weißen enge Tuchfühlung zu den Aufstiegsplätzen zur Bundesliga (Anfang April belegte man noch Tabellenrang 5), eine Niederlagenserie im letzten Saisondrittel führte dann letztlich zu einem unter dem Strich sehr erfreulichen siebten Tabellenplatz im Gesamtklassement - dem bis dato besten Tabellenstand der Vereinshistorie.
Die Mannschaft konnte in der Sommerpause prominent verstärkt werden. Neben Nico Patschinski (vom FC St. Pauli) kamen unter anderem Harry Koch (vom 1. FC Kaiserslautern) oder Sebastian Pelzer (von den Blackburn Rovers). Sie alle halfen dabei mit, dass der Saisonstart ähnlich positiv glückte wie in der Spielzeit zuvor. Nach dem sechsten Spieltag belegten die Moselstädter Platz 6, gerieten dann jedoch in eine Abwärtsspirale aus zehn Siegen ohne Sieg, die sie bis auf den letzten Tabellenrang spülen sollten. In der letzten Partie vor Weihnachten gelang mit einem 2:0-Heimerfolg gegen den von Jürgen Klopp trainierten FSV Mainz 05 die Trendwende. Letztlich wurde der Klassenverbleib vorzeitig gesichert und man lief auf einem soliden 11. Tabellenplatz in die Sommerpause ein.
Die folgende Spielzeit 2004/2005 begann für Eintracht Trier schleppend. Erst am sechsten Spieltag gelang der erste Sieg (2:0-Heimerfolg gegen die SpVgg Unterhaching), in der Folge konnte man sich jedoch im Tabellenmittelfeld stabilisieren und nach dem 2:1-Derbysieg gegen den 1. FC Saarbrücken auf Rang zehn überwintern. Mitte April noch auf Platz neun liegend, spitzte sich die Tabellensituation zum Saisonende jedoch immer mehr zu. Aus den letzten sieben Saisonspielen konnte nur noch ein Sieg eingefahren werden (ein 3:1-Auswärtserfolg beim schon feststehenden Aufsteiger 1. FC Köln) - und so kam es am letzten Spieltag zum alles entscheidenden Duell ausgerechnet auswärts beim Erzrivalen 1. FC Saarbrücken.
Die Ausgangslage vor dem 34. Spieltag war höchst prekär: Rot-Weiß Erfurt, Rot-Weiß Oberhausen und Rot-Weiß Essen waren bereits abgeschlagen am Tabellenende abgestiegen, um den letzten Abstiegsplatz ging es jedoch noch zwischen LR Ahlen (36 Punkte / Tordifferenz −7), Eintracht Trier (38 Punkte / Tordifferenz −14), Energie Cottbus (39 Punkte / Tordifferenz −12) und dem Gegner, dem 1. FC Saarbrücken (39 Punkte / Tordifferenz −6). Über 3.000 Trierer Fans wohnten dem Spiel im Saarbrücker Ludwigspark bei und erlebten eine Achterbahnfahrt der Gefühle. Den frühen Trierer Führungstreffer durch Sebastian Becker (7.) glich Torsten Reuter noch vor der Halbzeit zum 1:1-Endstand aus (39.), ein Überholen der Saarländer war daher nicht mehr möglich. Es kam also auf die Ergebnisse auf den anderen Plätzen an. Dort gelang dem direkten Konkurrenten LR Ahlen ein Überraschungserfolg auswärts beim TSV 1860 München (3:4), die noch rechnerische Chancen hatten, in die Bundesliga aufzusteigen. Ahlen konnte dadurch an den Trierern vorbeiziehen. Energie Cottbus verlor zwar seine Partie beim Karlsruher SC (2:3), blieb jedoch wegen der besseren Tordifferenz im Vergleich zu den Moselanern in der 2. Bundesliga (Tordifferenz −13 im Vergleich zu Tordifferenz −14). Eintracht Trier stieg daher aufgrund eines nicht geschossenen Tores aus der 2. Bundesliga ab.
Aufgrund des sportlichen Abstiegs und einer Handgreiflichkeit im Vereinslokal trat Cheftrainer Paul Linz zurück. Neuer Trainer wurde der ehemalige Eintracht-Kapitän Michael Prus.

### Abstieg aus dem Profi-Fußball und erstmalige Fünftklassigkeit
| Saison                                            | Liga (Ebene)              | Platz | Tore  | Punkte | Zuschauerschnitt | DFB-Pokal          |
| ------------------------------------------------- | ------------------------- | ----- | ----- | ------ | ---------------- | ------------------ |
| 2005/06                                           | Regionalliga Süd (III)    | 16    | 41:58 | 36     |                  | 1. Hauptrunde      |
| 2006/07                                           | Oberliga Südwest (IV)     | 05    | 59:44 | 53     |                  | nicht qualifiziert |
| 2007/08                                           | Oberliga Südwest (IV)     | 04    | 61:30 | 67     |                  | 1. Hauptrunde      |
| 2008/09                                           | Regionalliga West (IV)    | 13    | 37:51 | 41     | 2.100            | 1. Hauptrunde      |
| 2009/10                                           | Regionalliga West (IV)    | 18    | 33:61 | 29     | 2.428            | Achtelfinale       |
| 2010/11                                           | Regionalliga West (IV)    | 02    | 58:34 | 62     | 2.105            | 1. Hauptrunde      |
| 2011/12                                           | Regionalliga West (IV)    | 04    | 57:34 | 64     | 1.988            | 2. Hauptrunde      |
| 2012/13                                           | Regionalliga Südwest (IV) | 05    | 50:44 | 57     | 1.442            | nicht qualifiziert |
| 2013/14                                           | Regionalliga Südwest (IV) | 06    | 49:37 | 51     | 1.866            | 1. Hauptrunde      |
| 2014/15                                           | Regionalliga Südwest (IV) | 11    | 31:33 | 44     | 1.532            | 1. Hauptrunde      |
| 2015/16                                           | Regionalliga Südwest (IV) | 05    | 62:33 | 63     | 2.313            | nicht qualifiziert |
| 2016/17                                           | Regionalliga Südwest (IV) | 18    | 44:58 | 33     | 1.953            | 1. Hauptrunde      |
| Rot unterlegt: Abstieg / Grün unterlegt: Aufstieg |                           |       |       |        |                  |                    |

Der Start in die Regionalligasaison 2005/06 misslang; auch der Trainerwechsel zu Eugen Hach im Oktober 2005 konnte den erneuten Abstieg der Mannschaft nicht verhindern.
Die Saison 2006/07 bestritt der Klub in der Oberliga Südwest. Ziel war der direkte Wiederaufstieg in die Regionalliga. Als sportlicher Leiter wurde Adnan Kevrić und als Trainer Roland Seitz verpflichtet. Letzterer verließ den Verein bereits nach wenigen Spieltagen; er wurde Trainer beim Zweitligisten SC Paderborn 07 und durch Marco Pezzaiuoli ersetzt. Nach nur acht Wochen übernahm Adnan Kevric den Trainerposten, nachdem Pezzaiuoli mit seiner Mannschaft drei von fünf Spielen verloren hatte. Vor der Winterpause 2006/07 übernahm Kevrić den Posten bis zum Saisonende; er erklärte allerdings bereits am 3. März 2007 seinen Rücktritt, als Eintracht Trier zuhause gegen den FV Engers mit 0:2 verloren hatte und somit der sportlich und finanziell dringend benötigte Aufstieg in die Regionalliga Süd in weite Ferne gerückt war. Trainer wurde vorübergehend Herbert Herres, der bis dahin die A-Junioren trainiert hatte und Co-Trainer der ersten Mannschaft gewesen war. Nach Herres' Rücktritt am 3. April nach der 1:3-Niederlage gegen Wirges wurde bereits am 5. April ein neuer Trainer vorgestellt. Der ehemalige Spieler von Eintracht Trier, Werner Kartz, übernahm die erste Mannschaft bis zum Saisonende. Unter seiner Leitung fand diese wieder zurück in die Spur und schaffte am 7. Juni 2007 durch ein 2:1 nach Verlängerung gegen den TuS Oberwinter im Krufter Vulkanstadion den Gewinn des Rheinlandpokals. Damit war die Qualifikation für die 1. Hauptrunde des DFB-Pokals geschafft, in der man am 5. August im ausverkauften Moselstadion gegen den Bundesligisten FC Schalke 04 allerdings mit 0:9 unterging.
Zur Saison 2007/08 wurde die Mannschaft neu formiert und Werner Weiß als Trainer verpflichtet. Das Saisonziel wurde mit den Plätzen 1 bis 4 angegeben, welche die Qualifikation für die neue Regionalliga West bedeutet hätten. Zu Beginn der vergangenen Saison legte die Eintracht eine Serie mit acht Siegen hin. Nach zwei Unentschieden gegen den 1. FC Saarbrücken und die SF Köllerbach musste man im 11. Spiel am 6. Oktober 2007 bei der SpVgg EGC Wirges die erste Saisonniederlage hinnehmen. Die Saison verlief dennoch weitgehend positiv. Am Ende sicherte die Eintracht am 24. Mai 2008 durch einen 5:0-Erfolg gegen Eintracht Bad Kreuznach den vierten Tabellenplatz und machte den Aufstieg in die neue Regionalliga perfekt. Außerdem gewann Eintracht Trier am 4. Juni 2008 den Rheinlandpokal. Das Finale gegen die zweite Mannschaft der TuS Koblenz endete mit 2:0 n. V.; Trier war damit alleiniger Rekordhalter mit acht Pokalsiegen. Durch die Regelung, dass Zweite Mannschaften ab der folgenden Saison nicht mehr am DFB-Pokal teilnehmen dürfen, war Eintracht Trier schon vor dem Finale erneut für den DFB-Pokal 2008/09 qualifiziert. In der ersten DFB-Pokal-Hauptrunde verlor man am 8. August 2008 gegen Hertha BSC.
Am 30. August 2008 wurde unmittelbar nach dem Heimspiel gegen Cloppenburg, das mit 0:5 verloren wurde, Trainer Weiß bei einer Bilanz von einem Punkt aus drei Spielen und einem Torverhältnis von 0:7 entlassen. Am 8. September 2008 wurde Mario Basler als neuer Cheftrainer vorgestellt, der kurz danach auch Werner Kartz als sportlichen Leiter ablöste.
Am 10. Juni 2009 folgte der neunte Pokalsieg für die Eintracht, im Maifeld-Stadion in Polch siegte die Elf von Mario Basler gegen den Oberligisten SV Roßbach/Wied mit 2:0 nach Verlängerung. Damit hatte sich die Eintracht zum dritten Mal in Folge den Rheinland-Pokal gesichert und sich für den DFB-Pokal 2009/10 qualifiziert. In der ersten Hauptrunde traf man am 2. August 2009 auf den Bundesligisten Hannover 96, der nach einem 0:1-Halbzeitrückstand noch mit 3:1 besiegt wurde. In der zweiten Hauptrunde hatte der SVE am 22. September 2009 ein weiteres Heimspiel gegen den Zweitligisten Arminia Bielefeld. Diesmal gewannen die Trierer nach einem 2:2 in der regulären Spielzeit mit 4:2 n. V. und zogen damit ins Achtelfinale ein, wo allerdings nach einer 0:3-Heimniederlage gegen den 1. FC Köln Endstation war. Sahr Senesie wurde gemeinsam mit Lucas Barrios und Thomas Müller mit jeweils vier Treffern DFB-Pokal-Torschützenkönig.
Am 21. Februar 2010 wurde Mario Basler als Cheftrainer freigestellt und durch Reinhold Breu ersetzt, der aber bereits im April 2010 von Roland Seitz abgelöst wurde.
Am 32. Spieltag, als es eine 0:1-Heimniederlage gegen den VfL Bochum II setzte, war der sportliche Abstieg in die Oberliga Südwest besiegelt. Am 8. Juni 2010 stellte sich heraus, dass der Regionalligist SV Waldhof Mannheim als dritter Verein nach dem Bonner SC und Rot-Weiss Essen keine Lizenz für die kommende Spielzeit bekam. Somit verblieb Trier trotz des letzten Tabellenplatzes auch in der Spielzeit 2010/11 in der Regionalliga West. Sportlich weitaus erfolgreicher war man im Rheinlandpokal, den man mit einem 2:1-Sieg über den Verbandsligisten SpVgg Burgbrohl zum vierten Mal in Folge gewann. Damit qualifizierte sich der Verein für die erste Hauptrunde des DFB-Pokals 2010/11, in der man gegen den Bundesligisten 1. FC Nürnberg 0:2 verlor.
Mit 15 neuen Spielern ging man in die Saison 2010/11. Nachdem das neuformierte Team alle Testspiele für sich hatte entscheiden können, siegte man am ersten Spieltag bei der Reserve des FCK mit 2:0. Nach dem Sieg am 11. Spieltag gegen den SC Wiedenbrück übernahm Trier sogar die Tabellenführung, die aber am 15. Spieltag durch eine Heimniederlage gegen Borussia Mönchengladbach II an Preußen Münster wieder abgegeben wurde. Zum Saisonende belegte die Eintracht Platz 2 hinter Aufsteiger Preußen Münster.
Am 25. Mai 2011 gewann Eintracht Trier durch einen 2:0-Sieg im Moselstadion über den Drittligisten TuS Koblenz zum fünften Mal in Folge (zum 11. Mal insgesamt) den Rheinlandpokal und qualifizierte sich damit für die erste Hauptrunde des DFB-Pokals 2011/12, in der man auf den Zweitligisten FC St. Pauli traf. Durch einen überraschenden 2:1-Erfolg gegen die „Kiezkicker“ schaffte Trier den Einzug in die zweite Runde, in der man dem Hamburger SV knapp mit 1:2 n. V. unterlag. In der Regionalliga schloss man auf Platz 4 ab.
Die Eintracht etablierte sich auch in den folgenden Spielzeiten in der Spitzengruppe der Regionalliga; jedoch gelang der Sprung in die Aufstiegsrunde nicht. Im März 2014 folgte nach einer 0:1-Niederlage gegen die TuS Koblenz die Trennung von Trainer Roland Seitz. Zuvor war die Mannschaft schwach aus der Winterpause gestartet und hatte keines der letzten vier Spiele gewinnen können. Nachfolger von Seitz wurde Jens Kiefer, der zuvor die SV Elversberg in die 3. Liga geführt hatte. Er erhielt einen Vertrag bis 2015.
Mit einem 5:1-Sieg im Rheinlandpokal gegen die SG HWW Niederroßbach am Finaltag der Amateure am 28. Mai 2016 qualifizierte sich die Mannschaft für den DFB-Pokal 2016/17. In der ersten Runde hatte der Verein im Moselstadion Borussia Dortmund zu Gast; die Eintracht unterlag dem Bundesligisten mit 0:3. Nach der Saison 2016/17 stieg Trier als Vorletzter aus der Regionalliga Südwest in die Oberliga Rheinland-Pfalz/Saar ab. Der Verein war damit das erste Mal überhaupt in seiner Vereinsgeschichte fünftklassig.
In den folgenden vier Spielzeiten wurde der Wiederaufstieg in die Regionalliga Südwest verpasst, wobei die Eintracht in der Saison 2020/2021 bis zum Abbruch aufgrund der Corona-Pandemie unangefochten auf dem ersten Tabellenplatz stand. Der folgende Saisonabbruch führte dazu, dass die bis dato absolvierten Spiele nicht gewertet wurden und der angepeilte sportliche Aufstieg – trotz einer eingereichten Klage beim Sportgericht – abermals verpasst wurde.

### Rückkehr in die Regionalliga Südwest
In der Saison 2021/22 gelang auf dramatische Art und Weise die Rückkehr in die Viertklassigkeit. Nachdem aufgrund der Corona-Pandemie die Oberliga Rheinland-Pfalz/Saar in eine Nord- und Südstaffel zweigeteilt wurde, sicherte sich der Verein um Cheftrainer Josef Çınar die Meisterschaft in der Nord-Staffel und scheiterte in der zusammengeführten Meisterrunde mit den sechs besten Mannschaften der Südstaffel nur aufgrund der schlechteren Tordifferenz am direkten Aufsteiger Wormatia Worms. In den entscheidenden Wochen stieg das Zuschauerinteresse stark an, sodass stellenweise für die Fünftklassigkeit sehr hohe Zuschauerzahlen erzielt wurden (im Spitzenspiel gegen Wormatia Worms 4.500 Zuschauer, im letzten Heimspiel gegen Hertha Wiesbach 4.000 Zuschauer). Die folgende Aufstiegsrelegation mit den Zweitplatzierten der Oberligen Baden-Württemberg und Hessen hielt für die Moselaner Duelle mit Eintracht Stadtallendorf sowie den Stuttgarter Kickers bereit. Im ersten Duell gewann man auswärts in Stadtallendorf 5:0, ehe es am 14. Juni 2022 zum alles entscheidenden Spiel im heimischen Moselstadion gegen die Stuttgarter Kickers kam. Vor ausverkauftem Haus gelang Robin Garnier in der 87. Minute der 1:0-Führungstreffer, der in der Nachspielzeit zwar noch zum 1:1-Endstand egalisiert wurde, was keine Auswirkung mehr auf den Ausgang der Relegation hatte. Den Trierern reichte wegen des besseren Torverhältnisses gegenüber Stuttgart ein Punkt zum Aufstieg.
In der Regionalliga-Saison 2022/23 kam die Eintracht nach dem dritten Spieltag nicht mehr über den 13. Tabellenplatz hinaus und belegte ab dem 31. Spieltag den letzten Tabellenplatz. Dementsprechend stieg sie am Ende der Saison wieder ab in die Oberliga Rheinland-Pfalz/Saar. Im darauffolgenden Jahr gelang Trier als Tabellenerster mit 99 Punkten die souveräne Rückkehr in die Regionalliga Südwest zur Spielzeit 2024/25.
In der Hinrunde nach dem Aufstieg gelang der Mannschaft von Thomas Klasen auf Anhieb, die guten Leistungen aus der vorangegangenen Oberliga-Saison zu bestätigen - schon das offizielle Eröffnungsspiel der Regionalliga-Saison konnte mit 4:1 gegen den Aufstiegs-Anwärter FC 08 Homburg für sich entschieden und somit ein erstes Ausrufezeichen gesetzt werden. In der Folge folgte zwar im Oktober eine Ergebniskrise, doch die Eintracht konnte auf Tabellenrang acht liegend in die Winterpause gehen. Mit zwei Siegen in die Rückrunde gestartet, schien die Eintracht Anfang März mit vierzehn Punkten Vorsprung schon vor dem Abstieg sicher zu sein. Es folgten jedoch eine Serie an Niederlagen und Remis, an deren Ende es noch bis zum letzten Spieltag um den Klassenverbleib ging. Dieser konnte trotz einer 1:2-Heimniederlage gegen Eintracht Frankfurt II letztlich gesichert werden.
In die sportliche Talfahrt ab März eingebettet war das Ausscheiden im Rheinland-Pokal-Halbfinale gegen den FV 07 Engers (1:2), welches dazu führte, dass die nächste Teilnahme am DFB-Pokal seit August 2016 weiter auf sich warten ließ und dem Verein wichtige Einnahmen durch die Beteiligung an der ersten Pokalrunde einmal mehr fehlten.
Überschattet wurde die Rückrunde durch einen Vorfall beim Auswärtsspiel in Bahlingen am 5. April 2025, als nach dem späten Ausgleichstreffer der Hausherren Shqipon Bektasi, der vor dem Anhang der Trierer jubelte, von einem Fan per Faustschlag niedergestreckt wurde. In der Folge stand ein Punktabzug für die Moselaner im Raum, der nach Einspruch seitens der Vereinsführung jedoch in zwei Geisterspiele zu Ende der Saison umgewandelt wurde.

## Saisonbilanzen
| Saison    | Ligaebene | Liga                          | Platz | Tore   | Punkte |
| --------- | --------- | ----------------------------- | ----- | ------ | ------ |
| 1948/49   | 1         | Oberliga Südwest (Nord)       | 07.   | 046:62 | 20-28  |
| 1949/50   | 1         | Oberliga Südwest              | 12.   | 045:72 | 22-38  |
| 1950/51   | 1         | Oberliga Südwest              | 06.   | 051:43 | 31-21  |
| 1951/52   | 1         | Oberliga Südwest              | 06.   | 058:52 | 32-28  |
| 1952/53   | 1         | Oberliga Südwest              | 13.   | 043:66 | 23-37  |
| 1953/54   | 1         | Oberliga Südwest              | 10.   | 057:66 | 26-34  |
| 1954/55   | 1         | Oberliga Südwest              | 11.   | 045:59 | 24-36  |
| 1955/56   | 1         | Oberliga Südwest              | 12.   | 047:57 | 25-35  |
| 1956/57   | 1         | Oberliga Südwest              | 12.   | 041:56 | 26-34  |
| 1957/58   | 1         | Oberliga Südwest              | 14.   | 039:56 | 24-36  |
| 1958/59   | 1         | Oberliga Südwest              | 08.   | 054:61 | 28-32  |
| 1959/60   | 1         | Oberliga Südwest              | 14.   | 037:75 | 22-38  |
| 1960/61   | 1         | Oberliga Südwest              | 13.   | 039:50 | 26-36  |
| 1961/62   | 1         | Oberliga Südwest              | 15.   | 028:78 | 19-41  |
| 1962/63   | 2         | 2. Oberliga Südwest           | 02.   | 075:41 | 41-19  |
| 1963/64   | 2         | Regionalliga Südwest          | 05.   | 072:68 | 43-33  |
| 1964/65   | 2         | Regionalliga Südwest          | 03.   | 067:27 | 48-20  |
| 1965/66   | 2         | Regionalliga Südwest          | 13.   | 044:49 | 25-35  |
| 1966/67   | 2         | Regionalliga Südwest          | 05.   | 067:48 | 38-22  |
| 1967/68   | 2         | Regionalliga Südwest          | 08.   | 057:46 | 32-28  |
| 1968/69   | 2         | Regionalliga Südwest          | 10.   | 047:45 | 28-32  |
| 1969/70   | 2         | Regionalliga Südwest          | 10.   | 036:48 | 28-32  |
| 1970/71   | 2         | Regionalliga Südwest          | 11.   | 053:68 | 24-36  |
| 1971/72   | 2         | Regionalliga Südwest          | 13.   | 051:71 | 24-36  |
| 1972/73   | 2         | Regionalliga Südwest          | 15.   | 034:83 | 12-48  |
| 1973/74   | 3         | Amateurliga Rheinland         | 02.   | 086:47 | 39-21  |
| 1974/75   | 3         | Amateurliga Rheinland         | 01.   | 063:29 | 44-20  |
| 1975/76   | 3         | Amateurliga Rheinland         | 01.   | 084:35 | 45-15  |
| 1976/77   | 2         | 2. Bundesliga Süd             | 17.   | 046:68 | 28-48  |
| 1977/78   | 2         | 2. Bundesliga Süd             | 12.   | 058:64 | 35-41  |
| 1978/79   | 2         | 2. Bundesliga Süd             | 10.   | 058:57 | 36-40  |
| 1979/80   | 2         | 2. Bundesliga Süd             | 15.   | 060:57 | 36-44  |
| 1980/81   | 2         | 2. Bundesliga Süd             | 08.   | 056:52 | 41-35  |
| 1981/82   | 3         | Oberliga Südwest              | 06.   | 060:42 | 49-31  |
| 1982/83   | 3         | Oberliga Südwest              | 06.   | 080:54 | 48-28  |
| 1983/84   | 3         | Oberliga Südwest              | 02.   | 071:35 | 48-20  |
| 1984/85   | 3         | Oberliga Südwest              | 03.   | 070:38 | 48-20  |
| 1985/86   | 3         | Oberliga Südwest              | 03.   | 077:30 | 52-16  |
| 1986/87   | 3         | Oberliga Südwest              | 01.   | 081:29 | 50-18  |
| 1987/88   | 3         | Oberliga Südwest              | 02.   | 076:24 | 52-16  |
| 1988/89   | 3         | Oberliga Südwest              | 02.   | 083:31 | 52-16  |
| 1989/90   | 3         | Oberliga Südwest              | 05.   | 063:42 | 40-28  |
| 1990/91   | 3         | Oberliga Südwest              | 02.   | 071:27 | 52-16  |
| 1991/92   | 3         | Oberliga Südwest              | 03.   | 062:33 | 44-24  |
| 1992/93   | 3         | Oberliga Südwest              | 01.   | 092:19 | 57-11  |
| 1993/94   | 3         | Oberliga Südwest              | 01.   | 077:26 | 51-17  |
| 1994/95   | 3         | Regionalliga West/Südwest     | 07.   | 050:48 | 38-30  |
| 1995/96   | 3         | Regionalliga West/Südwest     | 15.   | 038:53 | 38     |
| 1996/97   | 3         | Regionalliga West/Südwest     | 09.   | 041:45 | 43     |
| 1997/98   | 3         | Regionalliga West/Südwest     | 05.   | 056:41 | 54     |
| 1998/99   | 3         | Regionalliga West/Südwest     | 02.   | 062:37 | 60     |
| 1999/2000 | 3         | Regionalliga West/Südwest     | 05.   | 054:47 | 60     |
| 2000/01   | 3         | Regionalliga Süd              | 04.   | 048:43 | 57     |
| 2001/02   | 3         | Regionalliga Süd              | 02.   | 051:34 | 59     |
| 2002/03   | 2         | 2. Bundesliga                 | 07.   | 053:46 | 48     |
| 2003/04   | 2         | 2. Bundesliga                 | 11.   | 046:51 | 45     |
| 2004/05   | 2         | 2. Bundesliga                 | 15.   | 039:53 | 39     |
| 2005/06   | 3         | Regionalliga Süd              | 16.   | 041:58 | 36     |
| 2006/07   | 4         | Oberliga Südwest              | 05.   | 059:44 | 53     |
| 2007/08   | 4         | Oberliga Südwest              | 04.   | 061:30 | 67     |
| 2008/09   | 4         | Regionalliga West             | 13.   | 037:51 | 41     |
| 2009/10   | 4         | Regionalliga West             | 18.   | 033:61 | 29     |
| 2010/11   | 4         | Regionalliga West             | 02.   | 058:34 | 62     |
| 2011/12   | 4         | Regionalliga West             | 04.   | 057:34 | 64     |
| 2012/13   | 4         | Regionalliga Südwest          | 05.   | 050:44 | 57     |
| 2013/14   | 4         | Regionalliga Südwest          | 06.   | 049:37 | 51     |
| 2014/15   | 4         | Regionalliga Südwest          | 11.   | 031:33 | 44     |
| 2015/16   | 4         | Regionalliga Südwest          | 05.   | 062:33 | 63     |
| 2016/17   | 4         | Regionalliga Südwest          | 18.   | 044:58 | 33     |
| 2017/18   | 5         | Oberliga Rheinland-Pfalz/Saar | 04.   | 065:36 | 71     |
| 2018/19   | 5         | Oberliga Rheinland-Pfalz/Saar | 06.   | 067:41 | 57     |
| 2019/20   | 5         | Oberliga Rheinland-Pfalz/Saar | 05.   | 033:20 | 37     |
| 2020/21   | 5         | Oberliga Rheinland-Pfalz/Saar | –     | –      | –      |
| 2021/22   | 5         | Oberliga Rheinland-Pfalz/Saar | 02.   | 083:28 | 79     |
| 2022/23   | 4         | Regionalliga Südwest          | 18.   | 032:70 | 22     |
| 2023/24   | 5         | Oberliga Rheinland-Pfalz/Saar | 01.   | 115:34 | 99     |
| 2024/25   | 4         | Regionalliga Südwest          | 13.   | 046:61 | 41     |

- Die Saison 2020/21 wurde wegen der COVID-19-Pandemie nach dem 8. Spieltag abgebrochen.

## Trainer
Zu Zeiten der (erstklassigen) Oberliga Südwest waren die Trainer des SV Eintracht Trier 05: Fritz Pölsterl (1952–1953), Strehle (1953–1954), Paul Janes (1954–1956), Kurt Reicherdt (1956–1957), Heinz (1959–1960) und Simon (1960–1962). Zu Zeiten der Zweitklassigkeit 1976 bis 1981 betreuten Hans-Wilhelm Loßmann (bis 1977), Hans-Dieter Roos (1977–1978), Lothar Kleim (1978–1979) und Werner Kern (ab 1979) die Trierer Elf. Nachfolgend alle Trainer der Eintracht seit 1988:
| Name                 | Nat.                | Zeit beim SVE      | Zeit beim SVE      |
| Name                 | Nat.                | von                | bis                |
| -------------------- | ------------------- | ------------------ | ------------------ |
| Paul Linz            | Deutschland         | Juli 1988          | April 1989         |
| August Basten        | Deutschland         | Mai 1989           | Juni 1989          |
| Werner Platz         | Deutschland         | Juli 1989          | Juni 1990          |
| Horst-Dieter Strich  | Deutschland         | Juli 1990          | September 1990     |
| Helmut Bergfelder    | Deutschland         | Oktober 1990       | November 1990      |
| Jörg Nehren          | Deutschland         | November 1990      | Dezember 1990      |
| Dragoslav Stepanović | Serbien             | Januar 1991        | April 1991         |
| Alexander Szatmári   | Rumänien            | April 1991         | Mai 1991           |
| Manfred Höner        | Deutschland         | Mai 1991           | Oktober 1991       |
| Udo Klug             | Deutschland         | Oktober 1991       | Juni 1993          |
| Gerd Schwickert      | Deutschland         | Juli 1993          | Februar 1994       |
| Udo Klug             | Deutschland         | Februar 1994       | Juni 1995          |
| Guido Mey            | Deutschland         | März 1996          | Juni 1996          |
| Valentin Herr        | Deutschland         | Juli 1996          | November 1996      |
| Horst Brand          | Deutschland         | November 1996      | November 1996      |
| Karl-Heinz Emig      | Deutschland         | November 1996      | Juni 1998          |
| Peter Vollmann       | Deutschland         | Juli 1998          | Oktober 1999       |
| Paul Linz            | Deutschland         | Oktober 1999       | Mai 2005           |
| Michael Prus         | Deutschland         | Juli 2005          | Oktober 2005       |
| Eugen Hach           | Deutschland         | Oktober 2005       | Juni 2006          |
| Roland Seitz         | Deutschland         | Juli 2006          | September 2006     |
| Vitomir Milošević    | Serbien             | September 2006     | September 2006     |
| Marco Pezzaiuoli     | Deutschland         | September 2006     | Oktober 2006       |
| Adnan Kevrić         | Deutschland         | Oktober 2006       | März 2007          |
| Herbert Herres       | Deutschland         | März 2007          | April 2007         |
| Werner Kartz         | Deutschland         | April 2007         | April 2007         |
| Werner Weiß          | Deutschland         | April 2007         | September 2008     |
| Mario Basler         | Deutschland         | September 2008     | Februar 2010       |
| Reinhold Breu        | Deutschland         | Februar 2010       | April 2010         |
| Roland Seitz         | Deutschland         | 16. April 2010     | 17. März 2014      |
| Jens Kiefer          | Deutschland         | 18. März 2014      | 30. Juni 2014      |
| Peter Rubeck         | Deutschland         | 1. Juli 2014       | 22. September 2016 |
| Rudi Thömmes         | Deutschland         | 23. September 2016 | 3. Oktober 2016    |
| Oscar Corrochano     | Spanien Deutschland | 4. Oktober 2016    | 14. April 2017     |
| Rudi Thömmes         | Deutschland         | 15. April 2017     | 30. Juni 2017      |
| Daniel Paulus        | Deutschland         | 1. Juli 2017       | 30. September 2018 |
| Josef Cinar          | Deutschland         | 1. Oktober 2018    | 6. März 2023       |
| Andreas Zimmermann   | Deutschland         | 9. März 2023       | 5. Juni 2023       |
| Thomas Klasen        | Deutschland         | 1. Juli 2023       |                    |

## Bekannte Spieler
Quelle
- Klaus Müller (1950–1957)
- Anton Rudinski (1965–1965)
- Günter Herrmann (1947–1958)
- Lothar Leiendecker (1971–1987)
- Werner Vollack (1976–1980)
- Rudi Thömmes (1986–2004)
- Reiner Brinsa (1976–1988)
- Harald Kohr (1981–1986)
- Klaus Toppmöller (1970–1972)
- Erwin Hermandung (1977–1981)
- Edgar Schmitt (1988–1991)
- Paul Linz (1988–1989)
- Markus Anfang (2009-2010)
- Alban Meha (2010–2011)
- Robin Koch (2009-2015)
- Michael Dingels (2001-2018)
- Jan Thielmann (2015-2017)
- Matheo Raab (2016-2017)
- Jason Thayaparan (2018-2025)
- Daniel Buballa (2024-2025)
- Andreas Ivan (2024-2025)

## Kader der Saison 2025/26
(Stand: 15. August 2025)
| Nr.        | Nat.        | Spieler             | Geboren       | Im Verein seit |
| ---------- | ----------- | ------------------- | ------------- | -------------- |
| Tor        |             |                     |               |                |
| 01         | Deutschland | Radomir Novaković   | 24. Jan. 2000 | 2024           |
| 12         | Luxemburg   | Ben Schmit          | 11. Feb. 2008 | 2025           |
| 39         | Deutschland | Matthias Feltes     | 9. März 2008  | 2023           |
| 40         | Deutschland | Connor Karas        | 6. Jan. 2006  | 2020           |
| Abwehr     |             |                     |               |                |
| 02         | Deutschland | Jannis Held         | 11. Jan. 2000 | 2024           |
| 03         | Deutschland | Kevin Heinz         | 12. Aug. 1994 | 2016           |
| 04         | Deutschland | Dimitrios Mitakadis | 7. Feb. 2006  | 2025           |
| 05         | Deutschland | Lucas Laux          | 14. Okt. 2002 | 2025           |
| 20         | Luxemburg   | Fabio Lohei         | 12. Apr. 2005 | 2025           |
| 23         | Deutschland | Frederik Rahn       | 26. Sep. 2004 | 2025           |
| 26         | Deutschland | Noah Awassi         | 10. März 1998 | 2025           |
| 31         | Deutschland | Henri Weigelt       | 17. Jan. 1998 | 2024           |
| 32         | Korea Sud   | Ho-joon Lee         | 23. Apr. 2003 | 2025           |
| Mittelfeld |             |                     |               |                |
| 06         | Deutschland | Ömer Yavuz          | 9. März 2003  | 2021           |
| 10         | Deutschland | Jan-Lucas Dorow     | 26. Apr. 1993 | 2023           |
| 13         | Deutschland | Sven König          | 18. Juni 1996 | 2021           |
| 14         | Deutschland | Maurice Wrusch      | 4. Sep. 2000  | 2022           |
| 18         | Deutschland | Dominik Kinscher    | 20. Sep. 1996 | 2015           |
| 19         | Deutschland | Robin Garnier       | 13. Mai 1994  | 2021           |
| 29         | Deutschland | Christopher Spang   | 29. Jan. 1993 | 2022           |
| 37         | Deutschland | Mirko Schuster      | 21. Juli 1994 | 2024           |
| 38         | Deutschland | Noah Herber         | 9. Nov. 2004  | 2023           |
| Sturm      |             |                     |               |                |
| 11         | Serbien     | Damjan Marčeta      | 11. Mai 1994  | 2024           |
| 17         | Deutschland | Tim Sausen          | 21. März 2002 | 2024           |
| 21         | Deutschland | Mateo Biondić       | 24. Juli 2003 | 2023           |
| 33         | Togo        | Hokon Sossah        | 27. Mai 1999  | 2024           |

## Stadion

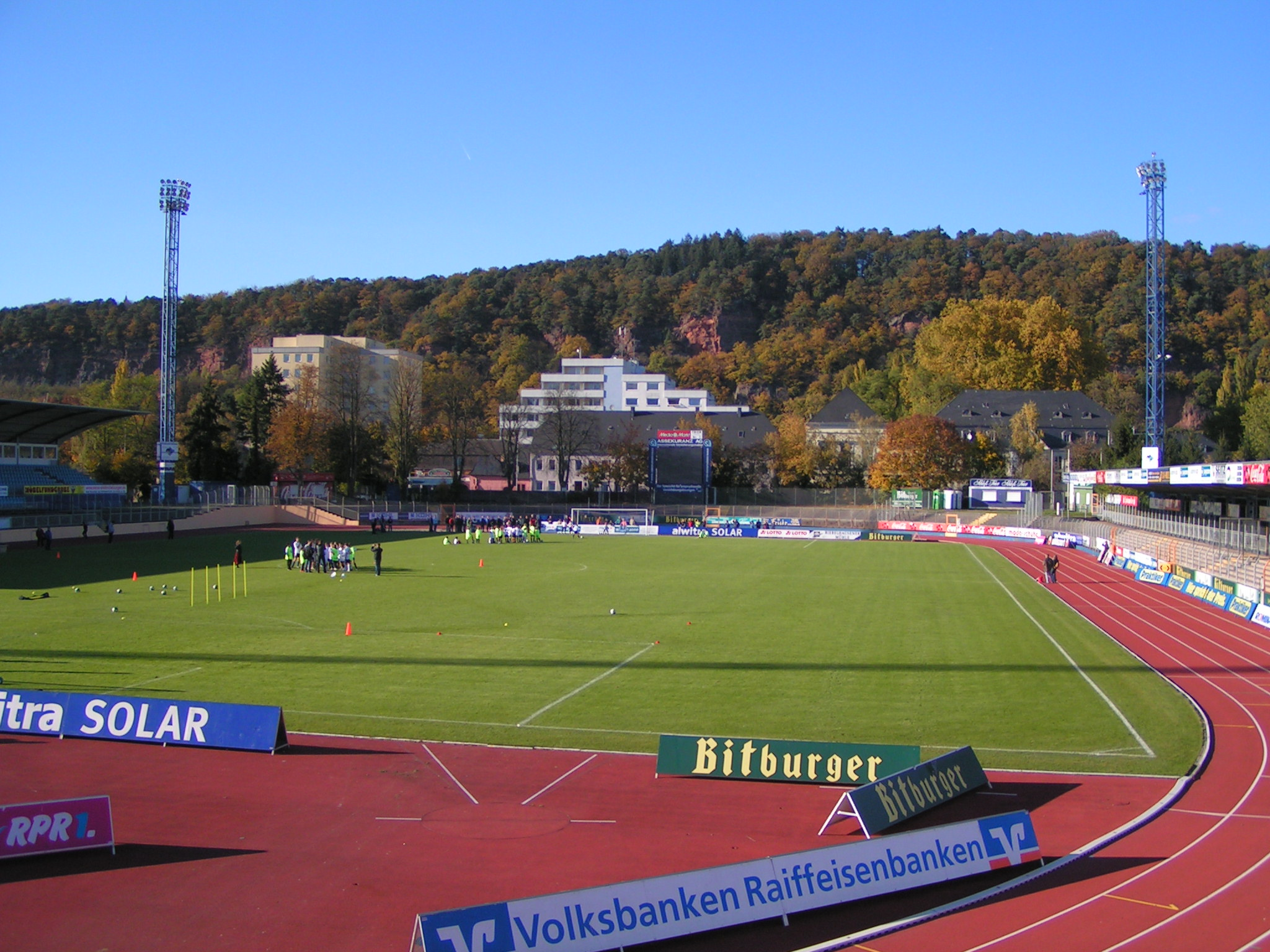
Moselstadion

Die Mannschaft spielte zu Beginn im Waldstadion Trier und zog später in das 1930 eröffnete Moselstadion um. Dieses befindet sich inmitten einer Sportanlage mit mehreren Sportplätzen. Nach diversen Umbauten und Modernisierungen fasst das Stadion aktuell 10.256 Zuschauer, bei jeweils ca. 2.000 überdachten Steh- und Sitzplätzen. Aufgrund der Erfolge im DFB-Pokal 1998 wurde eine Flutlichtanlage installiert.
Zum Aufstieg in die 2. Bundesliga im Jahr 2002 wurde das Moselstadion mit einer Videowall ausgestattet. Hierfür wurden Segmente der alten Videowall des Volksparkstadions in Hamburg verwendet, welche aufgrund des Umbaus zur AOL-Arena dort nicht mehr gebraucht wurden. Diese Anlage war, mit kleinen technischen Anpassungen, knapp zwanzig Jahre im Betrieb, ehe die Videowall in der Saison 2023/2024 modernisiert und erneuert wurde.
Da das Stadion nicht mehr den Lizenzbestimmungen der höheren Ligen der DFL entspricht, gab es 2004 Pläne für den Bau eines neuen und moderneren Stadions. Nach dem Abstieg der Eintracht aus dem höherklassigen Fußball ist mit einer Umsetzung der Planungen vorerst nicht zu rechnen.

## Größte Erfolge
- DFB-Pokal-Halbfinale: 1997/98 (Siege u. a. gegen UEFA-Pokal-Gewinner FC Schalke 04 und Weltpokal-Gewinner Borussia Dortmund)
- Deutscher Amateurmeister: 1988, 1989
- 2. Bundesliga: 1976–1981 (2. Liga Süd) und 2002–2005
- Beste Platzierung in der 2. Bundesliga: Platz 7 – Saison 2002/03
- Rheinlandpokal-Sieger: 1982, 1984, 1985, 1990, 1997, 2001, 2007, 2008, 2009, 2010, 2011, 2013, 2014, 2016 (mit 15 gewonnenen Titeln Rekordsieger des Rheinlandpokals)

In der „Ewigen Tabelle der 2. Bundesliga“ belegt die Eintracht mit 294 Spielen Platz 45.
In der DFB-Pokal-Saison 1985/1986 gelang der Eintracht Historisches: als erstem Amateurteam gelang es, den amtierenden DFB-Pokalsieger, Bayer 05 Uerdingen, in deren eigenen Stadion zu eliminieren.
Am 2. August 2009 besiegte die Eintracht in der 1. Hauptrunde des DFB-Pokals Hannover 96 mit 3:1. Der zweite Sieg folgte in der 2. Runde am 22. September gegen Arminia Bielefeld mit 4:2 n. V.
Zwei Jahre später gelang den Moselstädtern ein 2:1-Erfolg gegen den FC St. Pauli. In der 2. Runde musste man sich dem Hamburger SV mit 1:2 nach Verlängerung geschlagen geben.
Im bis dato letzten Spiel in der 1. Hauptrunde des DFB-Pokals empfing Eintracht Trier am 22. August 2016 Borussia Dortmund vor 10.805 Zuschauern im Trierer Moselstadion. Das Spiel wurde von 4,23 Millionen Menschen in der ARD-Liveübertragung verfolgt. Borussia Dortmund gewann mit 3:0.

## Soziales
Im Jahr 2021 unterstützte die 1. Mannschaft der Eintracht Trier das Bürgerbegehren zur Wiederbelebung des Trierer Jugend- und Jugendkulturzentrums Exzellenzhaus (kurz: eXhaus) des Aktionsbündnis eXhaus bleibt! und machten auch, ebenso wie die Fans und Ùltras des Vereins, mit Spruchbahnen auf die Situation des benachbarten Jugendzentrums aufmerksam.

## Fan-Lieder
- Eintracht Trier – Mein Verein / FausT (2024)
- Für uns geddet nur Eintracht Trier / Leiendecker Bloas (2005)
- Die Eintracht sind wir! (Hier kommt die Eintracht) / Guildo Horn (2003)
- Eintracht-Lied / Leiendecker Bloas (1995)